# Štajerski val
Radio Štajerski val je najstarejši slovenski regionalni radio. Kot Društvo ljudske tehnike Šmarje pri Jelšah je z oddajanjem pričel leta 1953 v Šmarju pri Jelšah. Od leta 2010 deluje v Šentjurju. Trenutno ime nosi od leta 1993.

## Zgodovina
Radio so ustanovili diletanti kot Društvo ljudske tehnike Šmarje pri Jelšah leta 1953. Leta 1965 je Štajerski val dobil prvega zaposlenega in se kmalu preimenoval v Radio Šmarje pri Jelšah. Program je sprva potekal le nekaj ur ob nedeljah, postopoma pa se je začel širiti na ostale dneve v tednu. Sprva so oddajali na srednjevalovnem oddajniku s frekvenco 1566 kHz, kasneje tudi na UKV (FM) frekvencah. V terminih, ko ni oddajal lastnega programa, je oddajal program Radia Slovenija. Jutranje oddajanje se je začelo leta 1990. Leta 1993 je radio dobil zdajšnje ime - Štajerski val, saj je z oddajanjem z Boča pokrivato veliko področje Štajerske.

## Pokritost
Štajerski val oddaja z Boča oddaja frekvenco 93,7 MHz, iz Podsrede pa  87,6 MHz. Pokriva občine Bistrica ob Sotli, Celje, Dobje, Dobrna, Kozje, Laško, Makole, Oplotnica, Podčetrtek, Poljčane, Rogaška Slatina, Rogatec, Slovenska Bistrica, Slovenske Konjice, Šentjur, Šmarje pri Jelšah, Štore, Vitanje, Vojnik, Žalec in Zreče. Oddaja tudi preko digitalnega radia DAB+.